# Lomographa julia
Lomographa julia är en fjärilsart som beskrevs av Thierry-mieg 1915. Lomographa julia ingår i släktet Lomographa och familjen mätare. Inga underarter finns listade i Catalogue of Life.